# San Salvador de Jujuy
San Salvador de Jujuy est une ville du nord-ouest de l'Argentine et la capitale de la province de Jujuy. Elle est située au pied des Andes, à 1 340 km (1 650 km par la route) au nord-ouest de Buenos Aires. Sa population s'élevait à 265 249 habitants en 2010.

## Situation
San Salvador de Jujuy est située au sud de la province, au confluent des Ríos Grande et Xibi Xibi. Le centre historique de la ville de San Salvador de Jujuy se trouve au milieu d'un amphithéâtre de montagnes élevées. À l'ouest le Nevado de Chañi culmine à près de 6 000 m. La ville est limitée au nord et à l'est par le Río Grande et au sud par le Río Chico ou Xibi Xibi.
Au XXe siècle, la ville, dont le surnom est La Tacita de Plata, s'est étendue principalement au sud et au sud-est du Río Xibi Xibi, et plus faiblement au nord du Río Grande.

## Histoire
La ville fut fondée le 19 avril 1593 dans le territoire des jujuyes qui font partie de l'ethnie Omaguaca, après de multiples et vaines tentatives d'avance espagnole.
Durant la Guerre d'indépendance argentine au début du XIXe siècle, Jujuy fut le siège de nombreuses batailles.
San Salvador de Jujuy devint la capitale de la province lorsqu'elle se sépara de celle de Salta, en 1834.

## Route de l'argent ou route de la Plata
Pendant la colonisation espagnole la ville de San Salvador de Jujuy a constitué une étape importante sur la route de Potosí en Bolivie, vers le port de Buenos Aires. Cette route était empruntée par les convois qui drainaient l'argent des mines de Potosí dans le Haut-Pérou de l'époque (Bolivie actuelle) vers l'Espagne. Notons qu'argent se dit Plata en espagnol d'où le nom de Río de la Plata donné au fleuve baignant la capitale argentine car c'est là que se situait le port d'exportation de l'argent.
Cette route traversait toute la province de Jujuy. Elle existe encore. Elle démarre de Potosí en Bolivie, pays qu'elle quitte après la localité de Villarzon. Elle entre en territoire argentin (province de Jujuy) par la ville de La Quiaca, puis traverse Abra Pampa, s'engage dans la Quebrada, traverse Humahuaca, Tilcara, Tumbaya, Volcán et arrive alors à Jujuy d'où elle continue vers Tucuman et Buenos Aires. Elle a été doublée d'une voie de chemin de fer reliant actuellement La Paz et Buenos Aires et empruntant elle aussi le sillon nord-sud de la Quebrada de Humahuaca.

## Voies de communications
San Salvador de Jujuy est devenu un nœud de communication très important en Argentine du nord-ouest, surtout depuis 2005. En effet, on a ouvert à proximité une grand route moderne (la route nationale 52) vers le col andin de Paso de Jama à la frontière chilienne, section clé de la grande voie interocéanique, devant relier l'Atlantique au Pacifique, via la province argentine de Jujuy, selon un plan international appelé Eje de Capricornio c’est-à-dire Axe du Capricorne. Cet axe doit relier Curitiba près de São Paulo au Brésil à Antofagasta dans le nord chilien.
Ce plan comporte aussi un volet ferroviaire, à savoir la modernisation de la voie ferrée dite Ferronor et reliant la ville de San Salvador de Jujuy à Formosa sur le Paraguay ainsi que de celle dite General Belgrano qui fait le lien avec la Bolivie voisine.
Enfin le président Cristina Fernández de Kirchner a annoncé que prochainement les autorisations seront données pour la construction d'une nouvelle voie ferrée vers la côte Pacifique du Chili.

## Climat
San Salvador de Jujuy étant située à 1 200 m d'altitude, son climat est tempéré et doux, bien que la ville se trouve aux alentours du tropique du Capricorne. Ainsi la température moyenne est de 19,4 °C, et l'oscillation annuelle est modérée, de seulement 11 °C. Les précipitations annuelles s'élèvent à 778 mm. Les étés sont chauds mais sans atteindre des températures extrêmes, et très pluvieux. C'est durant l'été en effet que tombent pas moins de 75 % des précipitations annuelles. Les hivers par contre sont secs, mais généralement doux, bien que les températures minimales puissent être froides.

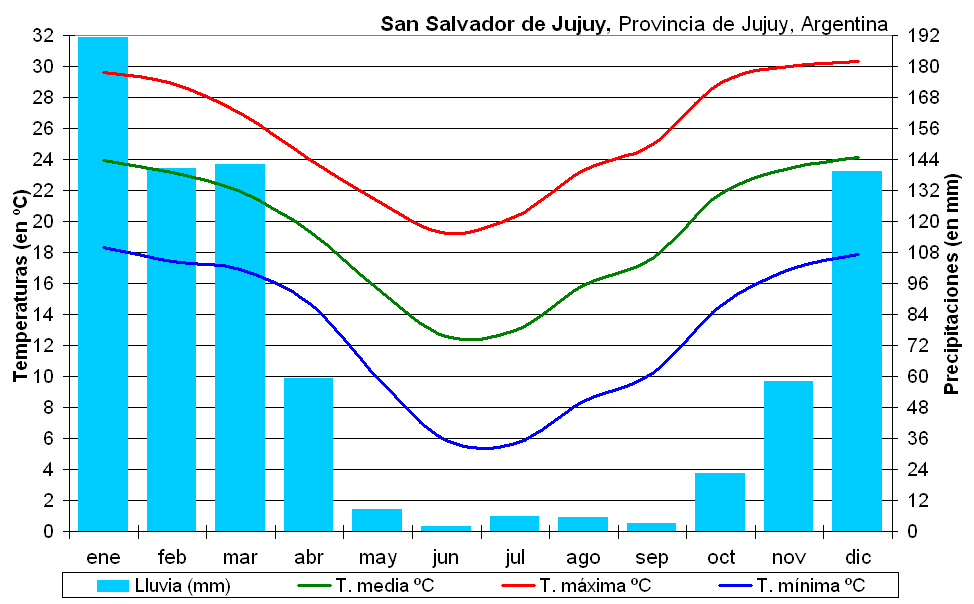
Climatogramme de San Salvador de Jujuy.

| Mois                                  | jan.      | fév.      | mars      | avril     | mai       | juin      | jui.      | août      | sep.      | oct.      | nov.      | déc.     | année     |
| ------------------------------------- | --------- | --------- | --------- | --------- | --------- | --------- | --------- | --------- | --------- | --------- | --------- | -------- | --------- |
| Température minimale moyenne (°C)     | 18,3      | 17,5      | 17,1      | 14        | 10        | 6,8       | 5,8       | 8,2       | 10,6      | 14,8      | 16,7      | 18       | 13,2      |
| Température moyenne (°C)              | 23,6      | 22,5      | 21,4      | 18,3      | 14,8      | 12,2      | 11,9      | 15        | 17,8      | 21,7      | 23        | 23,8     | 18,8      |
| Température maximale moyenne (°C)     | 30        | 28,8      | 27,2      | 24        | 21,3      | 19,7      | 20,3      | 23,3      | 25,7      | 29        | 29,9      | 30,5     | 25,8      |
| Record de froid (°C) date du record   | 9,4 1976  | 7,5 1987  | 7,7 1971  | 1,5 1971  | −1,9 1988 | −6 1987   | −6 1969   | −6,9 1978 | −1,8 2005 | 1,8 2009  | 4,2 1980  | 8,5 1971 | −6,9 1978 |
| Record de chaleur (°C) date du record | 40,2 1972 | 38,4 2013 | 39,8 1968 | 34,5 1996 | 33,9 1969 | 34,1 1995 | 39,9 1987 | 38 1993   | 41,3 1999 | 42,4 2014 | 41,7 1972 | 42 2010  | 42,4 2014 |
| Ensoleillement (h)                    | 229,4     | 194,9     | 176,7     | 171       | 195,3     | 150       | 207,7     | 217       | 204       | 204,6     | 207       | 229,4    | 2 387     |
| Précipitations (mm)                   | 153,2     | 152,9     | 138,9     | 49,4      | 11,6      | 2,8       | 3,4       | 3,1       | 5,4       | 28,1      | 61,1      | 130,4    | 740,3     |
| Nombre de jours avec précipitations   | 13,4      | 12,5      | 14,1      | 8,7       | 3,9       | 2         | 2,3       | 1,6       | 1,9       | 4,8       | 7,8       | 11,6     | 84,6      |
| Humidité relative (%)                 | 74,4      | 77,7      | 82        | 82,4      | 79,7      | 76,7      | 68        | 58,7      | 52,3      | 56        | 62        | 68,8     | 69,9      |

| Diagramme climatique                                  |               |               |          |            |            |            |            |             |            |              |             |
| J                                                     | F             | M             | A        | M          | J          | J          | A          | S           | O          | N            | D           |
| 3018,3153,2                                           | 28,817,5152,9 | 27,217,1138,9 | 241449,4 | 21,31011,6 | 19,76,82,8 | 20,35,83,4 | 23,38,23,1 | 25,710,65,4 | 2914,828,1 | 29,916,761,1 | 30,518130,4 |
| Moyennes : • Temp. maxi et mini °C • Précipitation mm |               |               |          |            |            |            |            |             |            |              |             |

## Tourisme
La Casa de Gobierno est un bel édifice intéressant combinant des éléments coloniaux espagnols et néoclassiques italianisants avec des influences françaises Belle Époque. La cathédrale de San Salvador de Jujuy est un bel édifice de style colonial espagnol. Le beau Théâtre Mitre, de style italien, construit en 1901, fut l'un des premiers du pays. Notons encore les édifices suivants : la Chapelle Santa Bárbara, l'église San Francisco, la Antigua Estación del Ferrocarril Belgrano (la vieille gare ferroviaire Belgrano), l'Hospital San Roque, le Museo de Ciencias Naturales Carlos Darwin et le Museo Histórico Provincial Lavalle.
Parmi les parcs et promenades, on retiendra le Parque San Martín, la Plaza Belgrano et le Parque 25 de Agosto (Parc du 25 août).

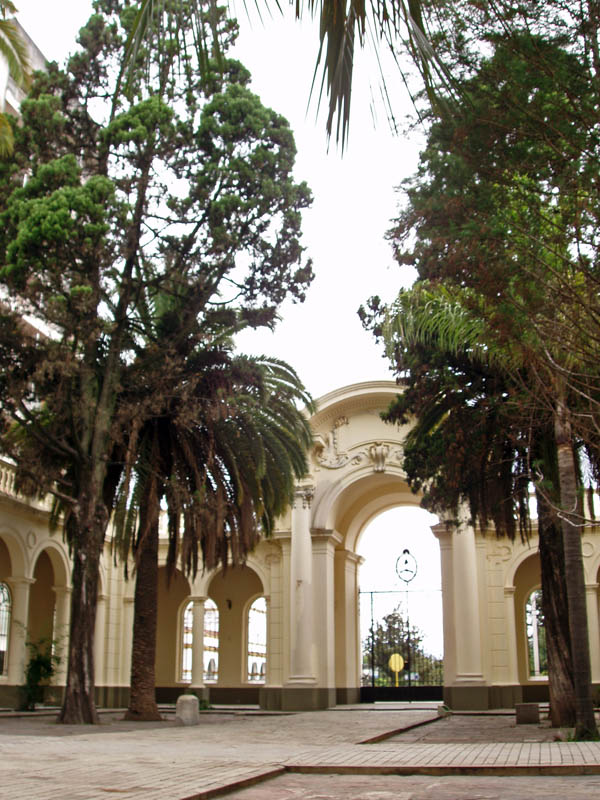
Patio interne de la Casa de Gobierno de San Salvador de Jujuy.
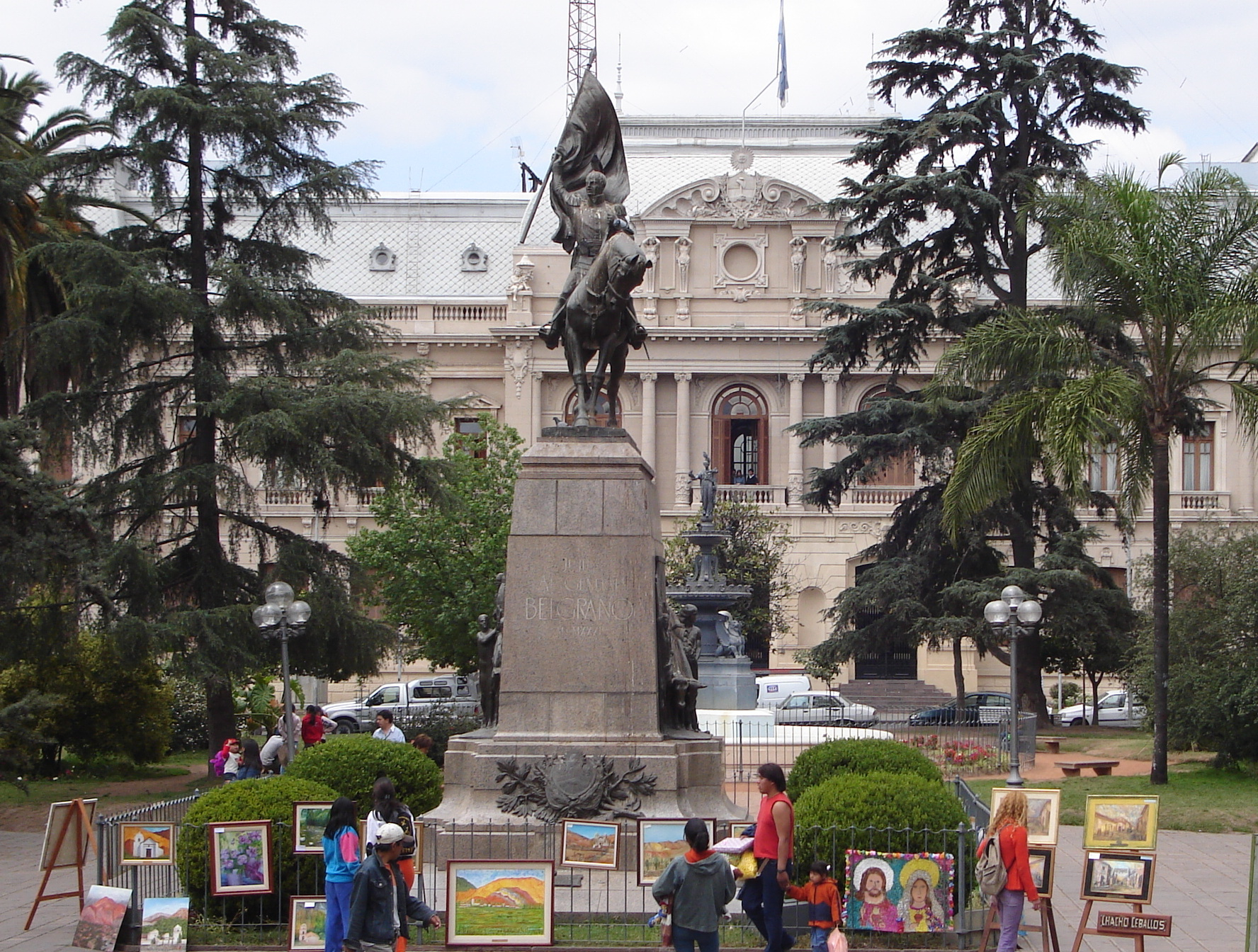
Plaza Belgrano, au centre de la ville.
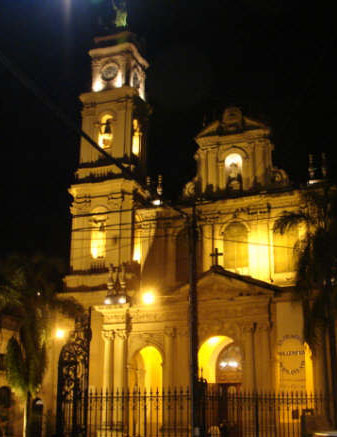
L'église San Francisco de S.S. de Jujuy.

## Religion
San Salvador de Jujuy est le siège d'un évêché catholique suffragant de l'archevêché de Salta.